# Rezolucija Vijeća sigurnosti UN-a 769
Rezolucijom Vijeća sigurnosti UN-a 769, jednoglasno usvojenom 7. kolovoza 1992., nakon ponovnog potvrđivanja Rezolucije 743 (1992) i svih kasnijih rezolucija koje se odnose na Zaštitne snage Ujedinjenih naroda (UNPROFOR), Vijeće je odobrilo proširenje snage i mandata UNPROFOR-a kako bi se "omogućilo Snage za kontrolu ulaska civila u zaštićena područja Ujedinjenih naroda", uz obavljanje imigracijskih i carinskih poslova funkcije.
Vijeće je zatražilo suradnju sa Snagama i također osudilo zlostavljanja počinjena protiv civilnog stanovništva, posebice na etničkoj osnovi.

## Vanjske poveznice
| Wikizvor | Engleski Wikizvor ima izvorni tekst na temu: United Nations Security Council Resolution 769 |

- Text of the Resolution at undocs.org